# Juan Carreño
Juan Carreño Lara (1909. augusztus 14. – 1940. december 16.) egykori mexikói labdarúgócsatár. Pályafutását javarészt a Atlante együttesénél töltötte. A válogatott tagjaként részt vett az 1928. évi nyári olimpiai játékokon és az 1930-as világbajnokságon.